# Sternotomie médiane
La sternotomie médiane désigne une voie d'abord chirurgicale antérieure du thorax, nécessitant la section du sternum par le milieu. C'est une technique chirurgicale particulièrement utilisée en chirurgie cardiaque, et qui permet l'exposition du médiastin antérieur.

## Repères anatomiques
Une sternotomie médiane est une incision rectiligne. L'extrémité supérieure de son tracé cutané est située à environ un centimètre au-dessous de la fourchette sternale et son extrémité inférieure à environ deux centimètres sous la xiphoïde sternale.

## Abord

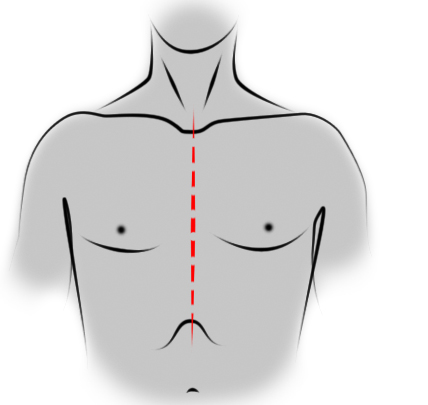
Tracé cutané de l'incision de sternotomie médiane.

Une fois le plan cutané et le plan sous-cutané incisés, les insertions sternales du muscle grand pectoral sont libérées afin d'exposer la tablette osseuse. À l'extrémité cervicale de l'incision, le ligament interclaviculaire est sectionné et les adhérences lâches du médiastin antérieur sont libérées au doigt de la face postérieure du sternum. De même, au niveau de la xiphoïde, les insertions des muscles droits de l'abdomen sont libérées.
À l'aide d'un sternotome, électrique ou manuel, le sternum est ouvert par son milieu, sur la ligne médiane, en deux moitiés égales. Une sternotomie médiane nécessitant une anesthésie générale, la ventilation est arrêtée et le patient placé en apnée lorsque le sternum est scié, afin d'éviter une plaie pleurale voire pulmonaire. Une fois la sternotomie réalisée, des écarteurs peuvent être mis en place afin de permettre une exposition correcte.
Le risque de plaie cardiaque est minime lorsqu'il s'agit de la première intervention subie par le patient. En cas de réintervention de chirurgie cardiaque, des précautions particulières sont prises pour éviter une plaie du cœur ; en effet, lors du processus cicatriciel, des adhérences peuvent se former entre la paroi antérieure du cœur et la face postérieure du sternum, notamment en absence de fermeture du péricarde.

## Exposition
La sternotomie médiane permet d'exposer le médiastin antérieur et son contenu. Il s'agit ainsi de la voie d'abord privilégiée pour la chirurgie cardiaque, ainsi que les thymectomies.
Au minimum, seule l'extrémité supérieure du sternum, le manubrium, est sectionnée ; on parle alors d'une manubriotomie. Associée à une cervicotomie médiane, une manubriotomie permettra l'exérèse d'un volumineux goitre et la réalisation d'un curage ganglionnaire médiastinal partiel. On peut également réaliser une manubriotomie dans les voies d'abord réalisées pour les tumeurs pulmonaires de Pancoast-Tobias et certaines voies d'abord mixtes de la région sous-clavière.

## Fermeture
À la fermeture, quatre à six fils d'acier permettront de réunir les deux hémisternums. La cicatrisation osseuse nécessite six à huit semaines.
En cas d'ouverture du péricarde, celui-ci est autant que possible refermé afin de limiter la formation d'adhérences à la face postérieure du sternum.